# 卡斯坦
卡斯坦（法語：Castin，法語發音：[kastɛ̃]）是法国热尔省的一个市镇，位于该省中部，属于欧什区。

## 地理
卡斯坦（43°41'27"N, 0°32'47"E）面积11.22 平方千米，位于法国奧克西塔尼大區热尔省，该省份为法国西南部内陆省份，北起顺时针与洛特-加龙省、塔恩-加龙省、上加龙省、上比利牛斯省、大西洋比利牛斯省和朗德省接壤。
与卡斯坦接壤的市镇（或旧市镇、城区）包括：欧什、卡斯蒂永马萨斯、迪朗、奥尔当-拉罗克、圣拉里。

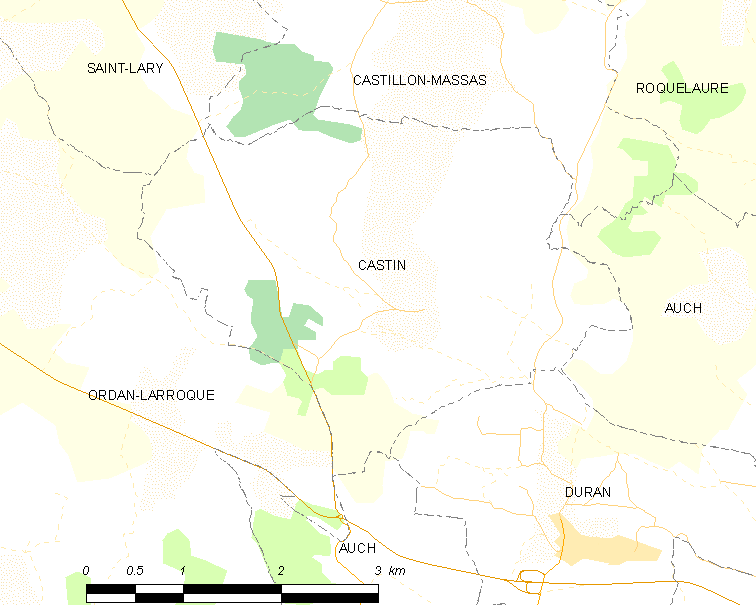
卡斯坦的OSM定位图

卡斯坦的时区为UTC+01:00、UTC+02:00（夏令时）。

## 行政
卡斯坦的邮政编码为32810，INSEE市镇编码为32091。

## 政治
卡斯坦所属的省级选区为欧什加斯科涅县。

## 人口

1962-2008年间卡斯坦人口变化图示

卡斯坦于2022年1月1日时的人口数量为345人。